# Usta
Usta é um gênero de mariposa pertencente à família Bombycidae.